# Dendrobaena octaedra
Lombric à queue octogonale
Espèce
Synonymes
- Enterion octaedrum Savigny, 1826[1]
- Dendrobaena boeckii Eisen, 1873[1]
- Helodrilus (Dendrobaena) octaedrus Michaelsen 1900[1]
- Dendrobaena octaedra Wilcke 1949[1]

Dendrobaena octaedra, le Lombric à queue octogonale,  est une espèce de vers de terre de la famille des Lumbricidae appartenant au groupe des épigés des sols forestiers et  des terres humides et acides. Il est présent sur une grande partie de la planète, notamment en climat tempéré et continental.
Le Lombric à queue octogonale est un petit ver de terre de 3 à 6 cm de long pour 1 à 2,5 mm de diamètre et pèse de 0,8 à 1 g. Il est coloré d'un rouge violacé avec un dégradé à l'avant. Ses segments génitaux présentent une tache ventrale claire.
Cette espèce appartient au groupe des épigés qui vivent à la surface du sol dans la matière organique végétale et animale en décomposition où elle est saprophage et coprophage. Contrairement à de nombreuses espèces de vers de terre, elle affectionne les sols acides et supporte des températures très basses (jusqu’à -14°C). Son métabolisme est actif mais elle ne supporte pas les sols faiblement oxygénés. Elle se reproduit par parthénogenèse,
Dendrobaena octaedra apprécie la litière des sols forestiers, la tourbe, les landes humides, les prairies acides ainsi que les sols mouillés à proximité des rivières. Son rôle dans la décomposition des sols forestiers est particulièrement notable,.
Il s'agit d'une espèce d'origine paléarctique distribuée dans le monde entier et considérée comme invasive en Amérique du Nord. Elle est présente sur l'ensemble des pays européens.